# 202784 Gangkeda
202784 Gangkeda è un asteroide della fascia principale. Scoperto nel 2008, presenta un'orbita caratterizzata da un semiasse maggiore pari a 2,8706390 UA e da un'eccentricità di 0,0201121, inclinata di 4,78110° rispetto all'eclittica.